# Пеливан, Петру
Петру Пеливан (род. 25 февраля 2000) — молдавский дзюдоист, бронзовый призёр чемпионата Европы 2023 года.

## Биография
Петру Пеливан родился в 2000 году, борется в весовой категории до 73 килограммов и представляет Молдавию на международных спортивных соревнованиях.
Петру завоевал бронзовую медаль на турнире Большого шлема в Будапеште в 2020 году, бронзовую медаль на Открытом чемпионате Европы в Клуж-Напоке в 2019 году. В 2019 году выиграл юношеский Кубок Европы в Пакше. В 2022 году завоевал бронзовую медаль на турнире Большого шлема в Анталье. В 2023 году завоевал серебряную медаль на турнире Большого шлема в Баку.
В 2023 году на чемпионате Европы в ноябре о французском Монпелье, Петру смог завоевать бронзовую медаль турнира в весовой категории до 73 кг. В поединке за бронзовую медаль он одолел своего соотечественника Адила Османова.